# Pallone Azzurro
Pour les articles homonymes, voir Pallone (homonymie).
Le Pallone Azzurro a été un trophée décerné par la Fédération italienne de football aux meilleurs joueurs italiens de football selon les abonnés du club Vivo Azzurro. Le Pallone Azzurro a été remis dans quatre catégories différentes depuis 2014: meilleure joueuse de football italienne de l'année, meilleur joueur italien de football de l'année, meilleur joueur italien de futsal de l'année et meilleur joueur italien de beach soccer de l'année. 

## Pallone Azzurro 2012
Andrea Pirlo est élu, avec 35 % des votes, en 2012, Pallone Azzurro devant Stephan El Shaarawi (18 % des votes) et Daniele de Rossi (12 % des votes). Les candidats étaient sélectionnés parmi ceux qui ont participé aux matchs de sélection nationale italienne et qui ont reçu des votes pour être élus "homme du match" lors des différents matchs de l'Italie. 2220 votants ont participé à l'élection du Pallone Azzurro 2012. 

## Pallone Azzurro 2013
Gianluigi Buffon est élu Pallone Azzurro en 2013. Il devance, avec 35 % des votes, Andrea Pirlo (30 % des votes) ainsi que Mario Balotelli. 4000 supporters ont participé à l'élection du Pallone Azzurro 2013,.

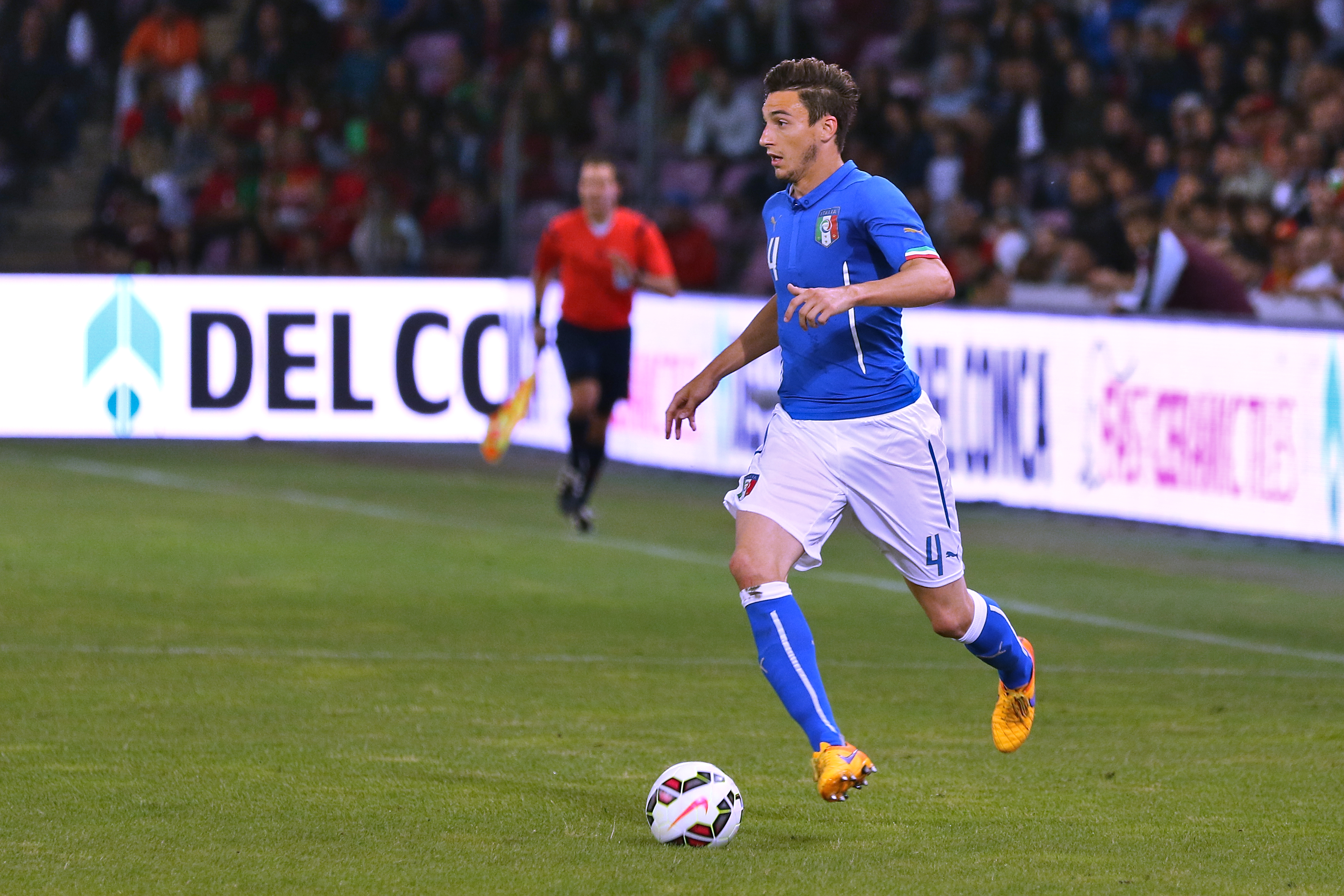
Matteo Darmian avec l'Italie en 2015

## Pallone Azzurro 2014
L'édition 2014, qui est la première, a été remportée par le latéral Matteo Darmian, suivi par l'attaquant Graziano Pellè et du milieu de terrain Andrea Pirlo,. Matteo Darmian joue alors au Torino au poste de latéral droit,.
Martina Rosucci est récompensée comme meilleure joueuse italienne, Gabriel Lima comme le meilleur joueur de futsal italien et Francesco Corosiniti comme meilleur joueur de beach soccer italien,.

## Pallone Azzurro 2015
Les candidats choisis par Rai Sport pour cette année 2015 sont les suivants, :   
| Meilleur joueur italien de l'année | Meilleure joueuse italienne de l'année | Meilleur joueur italien de futsal | Meilleur joueur italien de beach soccer |
| ---------------------------------- | -------------------------------------- | --------------------------------- | --------------------------------------- |
| Gianluigi Buffon                   | Melania Gabbiadini                     | Marco Ercolessi                   | Francesco Corosiniti                    |
| Antonio Candreva                   | Sara Gama                              | Rodolfo Fortino                   | Simone de Mestre                        |
| Alessandro Florenzi                | Manuela Giugliano                      | Gabriel Lima                      | Gabriele Gori                           |
| Graziano Pellè                     | Daniela Sabatino                       | Stefano Mammarella                | Paolo Palmacci                          |
| Marco Verratti                     | Martina Rosucci                        | Alex Merlim                       | Dario Ramacciotti                       |

Le 1er janvier 2016, la victoire revient à Marco Verratti, avec 29 % des voix, suivi par Gianluigi Buffon avec 26 % des voix et Antonio Candreva avec 21 % des suffrages,. Marco Verratti est titulaire indiscutable au milieu de terrain du champion de France, le Paris Saint-Germain lorsqu'il reçoit ce prix.  
Manuela Giuglano obtient la récompense de meilleure joueuse féminine, Alex Merlim comme meilleur joueur de futsal et Simone del Mestre comme meilleur joueur italien de beach soccer,.